# Canten Giné
Canten Giné és un àlbum quàdruple d'homenatge al cantautor rossellonès Joan Pau Giné amb noranta-dues adaptacions de les seues cançons per sengles artistes de tot el diasistema occitanoromànic, de l'Alacantí al Perigord i de la Franja de Ponent a l'Alguer. L'àlbum té dues edicions: una en digipak i l'altra en format de llibre-disc de dues-centes vint-i-quatre pàgines amb texts de Donald Smith i Jaume Queralt i les paraules de les cançons en català i francès. La idea de li fer un disc d'homenatge va sorgir de l'activista Ramon Faura Llavari l'any 2013, per a la qual cosa va demanar permís a la filla d'en Giné.
| Ø    | #  | Títol                           | Intèrprets                      | Procedència                   |
| ---- | -- | ------------------------------- | ------------------------------- | ----------------------------- |
| CD 1 | 01 | Quan vos escriuré una cançó     | Joan Anguera                    | CS: Barcelonès                |
| CD 1 | 02 | La marinada                     | VerdCel                         | PV: Alcoià                    |
| CD 1 | 03 | Espieu                          | Meritxell Gené                  | CS: Segrià                    |
| CD 1 | 04 | Hi pensem                       | Patch                           | CS: Barcelonès                |
| CD 1 | 05 | Nina                            | Strombers                       | CS: Bages                     |
| CD 1 | 06 | Camins                          | Ghetto Studio                   | CN: Rosselló                  |
| CD 1 | 07 | El meu país                     | Relk                            | CS: Maresme                   |
| CD 1 | 08 | La gent puta                    | Norha & JP Giné                 | CN: Rosselló                  |
| CD 1 | 09 | Taxi boig                       | Clara Andrés                    | PV: Safor                     |
| CD 1 | 10 | La lletra                       | 9Son                            | CS: Barcelonès                |
| CD 1 | 11 | Records de vida                 | Albert Jordà                    | CS: Tarragonès                |
| CD 1 | 12 | Dones que sun estimat           | Es Reboster                     | IB: Mallorca                  |
| CD 1 | 13 | Avui plou                       | Enric Cabra                     | CS: Berguedà                  |
| CD 1 | 14 | Diguem-ho                       | Els Papalagi                    | IB: Menorca                   |
| CD 1 | 15 | Perpinyejar                     | Sergi López Ayats i Bulma       | CS: Garraf                    |
| CD 1 | 16 | M'agrada pas                    | Llamp te Frigui                 | CN: Rosselló                  |
| CD 1 | 17 | La rata panera                  | Rumb al Bar                     | CS: Barcelonès                |
| CD 1 | 18 | L'allioli                       | Gerard Jacquet i Marina Rossell | CN: Rosselló CS: Baix Penedès |
| CD 1 | 19 | Un simple militant              | Òwix                            | PV: Marina Baixa              |
| CD 1 | 20 | Afer de gustos                  | Sam Destral                     | CS: Terra Alta                |
| CD 1 | 21 | Les bruixes de l'amor           | Carles Dénia                    | PV: Safor                     |
| CD 1 | 22 | Fulla de tardor                 | Marta Rius                      | CS: Garrotxa                  |
| CD 2 | 01 | El món rodon                    | Projecte Mut                    | IB: Illa d'Eivissa            |
| CD 2 | 02 | Renunciar                       | Stéphanie Lignom                | CN: Rosselló                  |
| CD 2 | 03 | Cant per l'amiga                | Dídac Rocher                    | CS: Maresme                   |
| CD 2 | 04 | Cançó descolorada               | La Carrau                       | CS: Vallès Occidental         |
| CD 2 | 05 | La dona nuda                    | Pascal Comelade i Pere Figueres | CN: Vallespir                 |
| CD 2 | 06 | El cuc                          | La Senyoreta Descalça           | CS: Pla de l'Estany           |
| CD 2 | 07 | El meu país II                  | Aires Formenterencs             | IB: Formentera                |
| CD 2 | 08 | Mercedès                        | Montse Castellà                 | CS: Baix Ebre                 |
| CD 2 | 09 | Bages                           | Buenasuerte                     | CN: Rosselló                  |
| CD 2 | 10 | El temps de les cireres         | Titot i David Rossell           | CS: Berguedà                  |
| CD 2 | 11 | El 10 de maig                   | Atzukak                         | PV: Vall d'Albaida            |
| CD 2 | 12 | Drapeus                         | Bonobos (grup de música)        | CS: Osona                     |
| CD 2 | 13 | Els homes de la por             | Els Delai                       | CS: Alt Empordà               |
| CD 2 | 14 | Ho farem                        | Josep Tero                      | CS: Alt Empordà               |
| CD 2 | 15 | Pensa-te                        | Cesc i Montse                   | CS: Vallès Occidental         |
| CD 2 | 16 | Si voleu fer guerra             | Clàudia Crabuzza                | l'Alguer                      |
| CD 2 | 17 | Els dies                        | Jordi Montañez                  | CS: Barcelonès                |
| CD 2 | 18 | Les darreres noves              | Oriol Vilella i Sala            | Andorra                       |
| CD 2 | 19 | L'home de cent anys             | Smoking Soul's                  | PV: Marina Alta               |
| CD 2 | 20 | Pallagostins de l'estiu         | Anaís i cia                     | CS: Vallès Occidental         |
| CD 2 | 21 | Vetllada                        | Pere Vilanova                   | CS: Barcelonès                |
| CD 2 | 22 | Darrer camí                     | Malva de Runa                   | CS: Barcelonès                |
| CD 2 | 23 | L'oiseau blanc                  | Gaëlle Balat                    | CN: Rosselló                  |
| CD 3 | 01 | Hi ha los                       | Rosa-Luxemburg                  | CS: Barcelonès                |
| CD 3 | 02 | Parla-me, diguis-me coses       | Andreu Valor                    | PV: Comtat                    |
| CD 3 | 03 | Les velles barques              | Gent del Desert                 | PV: Vall d'Albaida            |
| CD 3 | 04 | La,la,la,la                     | Claudio Gabriel Sanna           | l'Alguer                      |
| CD 3 | 05 | Argelers                        | Marta Elka                      | IB: Mallorca                  |
| CD 3 | 06 | Demanem la paraula              | Josep Romeu Oliach              | CS: Tarragonès                |
| CD 3 | 07 | Maria Flora                     | Pere Figueres                   | CN: Rosselló                  |
| CD 3 | 08 | El xirment                      | Carles Belda                    | CS: Vallès Occidental         |
| CD 3 | 9  | Un dia tindrem fred             | Lilo                            | CS: Pla de l'Estany           |
| CD 3 | 10 | Adiu ça va?                     | Maitips                         | CS: Alt Camp                  |
| CD 3 | 11 | Montparnasse                    | Xavier Baró                     | CS: Segrià                    |
| CD 3 | 12 | Strip-tease                     | Carles Sarrat                   | CN: Rosselló                  |
| CD 3 | 13 | Hi ha merda a mar               | Dekrèpits                       | CS: Alt Empordà               |
| CD 3 | 14 | D'una banda a l'altra del rideu | Narcís Perich                   | CS: Maresme                   |
| CD 3 | 15 | Jo és la mar                    | Gisela Bellsolà                 | CS: Rosselló                  |
| CD 3 | 16 | El grec                         | Serge Lladó                     | CN: Rosselló                  |
| CD 3 | 17 | Sant Marc                       | Bertomeu                        | PV: Ribera Alta               |
| CD 3 | 18 | Qüestio d'amor                  | Micu                            | CS: Barcelonès                |
| CD 3 | 19 | Els mestres educats             | Llunàtiques                     | IB: Mallorca                  |
| CD 3 | 20 | Catalana                        | Ull de Vellut                   | CS: Barcelonès                |
| CD 3 | 21 | Je chante                       | Benquebufa                      | CN: Rosselló                  |
| CD 3 | 22 | Mare grata                      | Ai, Carai!                      | CS: Tarragonés                |
| CD 3 | 23 | La crisa                        | Romane Flachot i Andy           | CS: Rosselló                  |
| CD 4 | 01 | Peret                           | El Diluvi                       | PV: Alcoià                    |
| CD 4 | 02 | L'Adam                          | Peret Reyes                     | CS: Barcelonès                |
| CD 4 | 03 | Diumenge                        | Pascal Bizern                   | CN: Rosselló                  |
| CD 4 | 04 | Un país nou                     | Joan Ortiz                      | CN: Rosselló                  |
| CD 4 | 05 | Recital Circus                  | Flying Frogs                    | CS: Osona                     |
| CD 4 | 06 | Les il·lusions                  | Un air de fête                  | CN: Rosselló                  |
| CD 4 | 07 | La nit d'en Frankeinstein       | Isabelle Olive                  | CN: Rosselló                  |
| CD 4 | 08 | La capuxeta roja                | Igor                            | OC: Aquitània                 |
| CD 4 | 09 | La televisió                    | La Caixa del Gel                | PV: Alacantí                  |
| CD 4 | 10 | Cremat l'home                   | Yacine i the Oriental Groove    | CS: Barcelonès                |
| CD 4 | 11 | Padrina                         | Antoni Nicolau                  | IB: Mallorca                  |
| CD 4 | 12 | Desig                           | L'Exèrcit d'Islàndia            | CS: Vallès Occidental         |
| CD 4 | 13 | Bona nit cargol                 | Anton Abad                      | FP: Baix Cinca                |
| CD 4 | 14 | Els dies                        | Cris Cayrol                     | CN: Rosselló                  |
| CD 4 | 15 | L'home del bosc                 | Atz'art                         | CN: Rosselló                  |
| CD 4 | 16 | Darrer camí                     | Dealan                          | CS: Barcelonès                |
| CD 4 | 17 | Hi pensem                       | Hugo Mas i Caçacérvols          | PV: Alcoià                    |
| CD 4 | 18 | La gent puta                    | Inuk                            | CS: Vallès Occidental         |
| CD 4 | 19 | Montparnasse                    | Didier Verdeille                | CN: Rosselló                  |
| CD 4 | 20 | L'home de cent anys             | Maria Andrea                    | CN: Rosselló                  |
| CD 4 | 21 | Les velles barques              | Sr.Mit                          | CS: Selva                     |
| CD 4 | 22 | Diguem-ho                       | Riu                             | CS: Baix Llobregat            |
| CD 4 | 23 | La crisa                        | Quintego                        | CN: Rosselló                  |
| CD 4 | 24 | El cuc                          | Xavier Panadés                  | UK: West Yorkshire            |

D'aqueixa edició en quedaren fora versions alternatives de Bertomeu, Lluís Vicent, Miquel Pujadó i Orxata Sound System
L'àlbum es va presentar oficialment el 26 d'abril del 2014 al vilatge natal de Giné, Bages de Rosselló, amb un recital d'Els Delai, Ghetto Studio, Meritxell Gené, Norha, Sr. Mit i VerdCel; més tard se'n feren altres a Girona (21 de juny, amb Marta Elka i Pere Figueres) Palma (5 de setembre, amb Antoni Nicolau, Es Reboster, Elka i Figueres), Barcelona (27 de novembre; Albert Jordà, Dídac Rocher, Marta Rius, Narcís Perich, Patch i Projecte Mut) o, el 2015, Alcoi (14 de març, amb Atzukak, Bertomeu, Clara Andrés, Franck Sala, Gent del Desert, Ghetto Studio, Lluís Vicent, Òwix amb Manolo Miralles i VerdCel.